# Tanjung Sanai II
Tanjung Sanai II is een bestuurslaag in het regentschap Rejang Lebong van de provincie Bengkulu, Indonesië. Tanjung Sanai II telt 1387 inwoners (volkstelling 2010).